# Clonaria pulchrepicta
Clonaria pulchrepicta är en insektsart som först beskrevs av Carl 1913.  Clonaria pulchrepicta ingår i släktet Clonaria och familjen Diapheromeridae. Inga underarter finns listade i Catalogue of Life.